# Northumberland—Quinte West
Pour les articles homonymes, voir Northumberland et Quinte (homonymie).

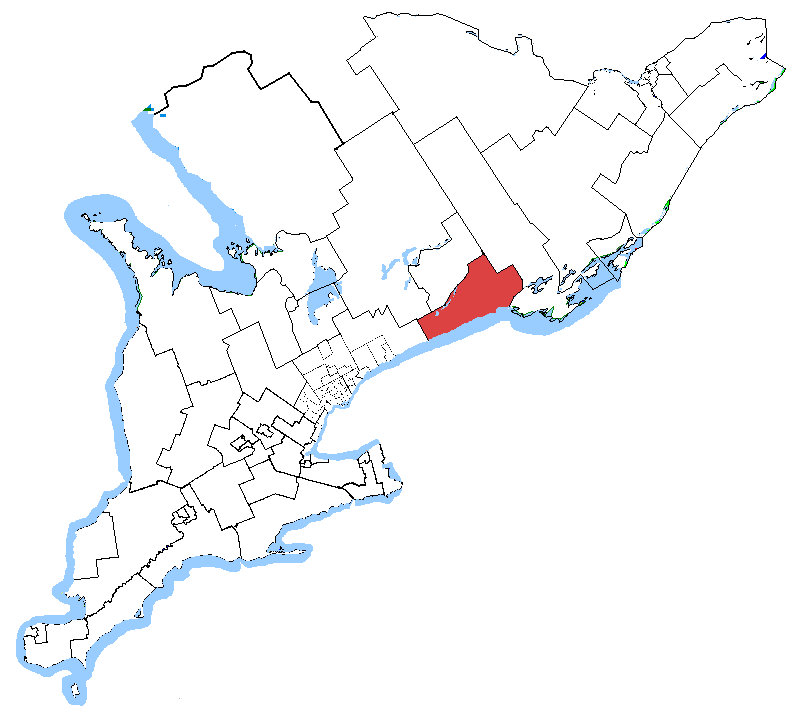
Carte montrant la situation de la circonscription dans le sud de l'Ontario.

Northumberland—Quinte West est une ancienne circonscription électorale fédérale en Ontario (Canada).
La circonscription s'étendait au long de la rive nord du lac Ontario entre Belleville et la banlieue lointaine est de Toronto, se constituant du comté de Northumberland et de la ville de Quinte West. 
Les circonscriptions limitrophes étaient Durham, Haliburton—Kawartha Lakes—Brock, Peterborough et Prince Edward—Hastings.
Elle possédait une population de 118 906 dont 93 243 électeurs sur une superficie de 2 652 km². 
Elle contenait des parties des anciennes circonscriptions provinciales de Northumberland et Prince Edward—Hastings; comme partout en Ontario, les circonscriptions provinciales se sont accordées avec les fédérales depuis les élections provinciales du 4 octobre 2007. Abolie en 2013, elle est redistribuée parmi Northumberland—Peterborough-Sud et Baie de Quinte. 

## Résultats électoraux
|       | Candidat          | Parti        | # de voix | % des voix |
|       | (x) Rick Norlock  | Conservateur | +32 853,  | 53,83 %    |
|       | Kim Rudd          | Libéral      | +12 822,  | 21,01 %    |
|       | Russ Christianson | NPD          | +12 626,  | 20,69 %    |
|       | Ralph Torrie      | Vert         | +02 733,  | 4,48 %     |
| Total | Total             | Total        | 61 034    | 100 %      |

|       | Candidat          | Parti        | # de voix | % des voix |
|       | (x) Rick Norlock  | Conservateur | +27 621,  | 48,41 %    |
|       | Paul Macklin      | Libéral      | +16 262,  | 28,5 %     |
|       | Russ Christianson | NPD          | +08 219,  | 14,41 %    |
|       | Ralph Torrie      | Vert         | +04 953,  | 8,68 %     |
| Total | Total             | Total        | 57 055    | 100 %      |

## Historique
La circonscription de Northumberland—Quinte West a été créée en 2003 à partir des circonscriptions de Northumberland et de Prince Edward—Hastings.
1. 2004-2006 – Paul Macklin, PLC
2. 2006-2015 – Rick Norlock, PCC

- PCC = Parti conservateur du Canada
- PLC = Parti libéral du Canada

1. ↑  Élections Canada.